# シオミズツボワムシ
シオミズツボワムシ Brachionus plicatilis species complexは、輪形動物門に属する微小な動物である。汽水産のプランクトンであり、海水魚養殖では仔魚のための生き餌として重視され、大規模に養殖がなされる。隠蔽種を複数含んでいる。

## 概説
シオミズツボワムシは淡水産のツボワムシなどと同属の、標準的なワムシである。胴体の甲羅は硬化せず、主として汽水に生息するが、同時に広塩分耐性も持ち合わせる。また繁殖力も大きく、養殖漁業では大発生して問題となることもあった。
ところが、この性質を利用する形で、人工繁殖させて孵化間もない魚類の餌として利用されるようになった。現在では効率的に多量に繁殖させる技術が確立しているが、この技術の多くは日本で確立された。漁業方面ではこの種のことを単にワムシと言っているらしい。また、飼育法が確立されていることから、海洋の動物プランクトン研究においてモデル生物とされている。

## 特徴
雌個体の場合、被甲の長さ125-315μm、ほぼ全身を包む被甲は硬くならず、また背甲と腹甲との形態的な区別ははっきりしていない。被甲の形は壺状で、一番幅広いところはやや後方寄り。被甲の先端では背甲側には6個の棘があり、腹甲側は4葉に分かれる。被甲の後端は丸く、棘はない。後端中央の肢孔からよく曲がる足が出て、先端は小さな2つの趾で終わる。肢口は背面側はやや四角く、腹面側はV字になる。なお、種内変異としては大きさの差が大きく、腹面前方縁や被甲の形にも若干の変異がある。
雄個体は雌より一回り小さく、活発に遊泳する。消化管はなく餌を食べない。体内には精巣が胴部後方の黒い点として観察される。

## 分布・習性など
本来は汽水湖に棲息するものである。日本でも各地の汽水湖に普通に見られる。養殖池に持ち込まれて大繁殖する例が知られる。世界に広く分布し、南極以外の世界の全域に知られる。これは高い分散能力によると思われるが、その主な手段は耐久卵にある。耐久卵は乾燥や低温にも強く、水流や風、動物によって運搬される。また、その環境耐性の幅は非常に広い。沿岸部の汽水湖、内陸の塩湖だけでなく、アルカリ性のソーダ湖にも見られ、高い個体群密度を見せる事もある。
頭部の繊毛冠で水流を作り、水中の微小藻類などを食べる。

## 生活環
雌雄個体の交尾による両性生殖と、雌個体単独での単性生殖が知られる。まず、倍数性単為生殖雌はそのまま単為生殖雌を産むことで、多量に増殖する。他方で、これが両性生殖性雌を生むこともある。その場合、雄個体が出現して交尾すると受精した卵は耐久卵となる。これらの過程は同一個体群内ではほぼ同時並行に起きる。全過程を終了するのに要する時間は水温25℃で4-5日である。
単性生殖雌は寿命が7-14日で、この間に20個前後の卵を産む。両性生殖に際しては、両性生殖雌は孵化後すぐ（25℃では8時間以内）に交尾をするが、それができなかった場合、その持っている卵から雄個体を生む。雄個体は雌個体より一回り小さい。雌個体は雄個体と交尾すると2-3個の耐久卵を生む。耐久卵は単性生殖卵より大きく、色が褐色を帯びる。なお、雄個体は交尾前に雌個体の周りをぐるぐると回る行動をする。
両性生殖による耐久卵生産はミジンコ類に知られるように密度の上昇や餌の不足によって起こるのではなく、生育に好適な環境下でも活発に行われる。これはワムシの代謝産物の蓄積が誘引するものとされ、たとえば飼育水の交換を頻繁に行ったり無菌環境にすることでそれを抑制することができ、逆に細菌類やワムシからの抽出物の添加で誘引することもできる。
耐久卵は少なくとも1-2週の休眠の後でなければ孵化せず、孵化に際しては光の刺激が引き金となる。なお、耐久卵は耐寒性、耐乾性が高く、乾燥や凍結にも耐えるが、完全な休眠状態にあるのではない。特にその初期には悪環境への耐性が低いことも知られる。この種が生息する汽水域の底泥中にはこの種の耐久卵が蓄積しており、そこから発見された65年前に生産された卵の孵化も確認されている。
なお、下記の大量培養においては単性生殖をする系統が用いられてはいるが、それらにおいても条件が整えば両性生殖が行われる可能性は高いという。

## 分類
この種は凡世界的に分布し、形態的にも変異が多く見られる。たとえば冷水性で大型のL型、暖水性で小型のS型、SS型といった型も区別されていた。しかし、それらを含んで本種は長く単一種と考えられてきた。塩湖に生息するものも多く、その分布が広く、また往々にして隔離されているにもかかわらず、種分化が起こらずに単一種として存在することについては、その分散能力の大きさによると考えられた。
これが遺伝的に異なったものを含んでいることが明らかになったのは1990年前後のことで、アロザイム分析や染色体核型分析などによってこの種が少なくとも2種を含む複合種であることが示された。その後、それまで知られてきた大きさの異なる3型が別種であることや、さらに形態的に区別できない隠蔽種が含まれていることが明らかとなった。現在は14種以上の隠蔽種を含むと考えられ、上記3つの型にはそれぞれに学名も提起されている。しかし、その素材としての学術的、実用的利用の幅広さから、複合種としてまとめる扱いが続いている。
分子系統の分析では、それらは数百万年前に分岐したとされている。

## 利害
繁殖力が高く、時に大発生をする。そのため養殖池、特に汽水のウナギ養殖などにおいて水質悪化をもたらして被害を与えることがある。これは水かわりと呼ばれ、養殖池でのワムシ発生の状況を把握するための自動式輪虫採集機が作られ、特許申請されたことすらあった。
しかし、現在では稚魚の生き餌としての価値が遙かに高い。小型魚の餌としては、それ以前から用いられたものにブラインシュリンプがあるが、これは体長が約1mmである。しかし本種はそれよりもさらに小型であり、ごく初期の稚魚の餌として欠くべからざる位置にある。
餌としては養魚業以外でも利用される。生物学でも海産小動物の飼育で多く用いられる。また、培養しやすいことから海産の動物プランクトンのモデル生物として利用される例も多い。

### 養殖の餌料として
海産魚の種苗生産において、餌料に求められる条件としては以下のものが挙げられる。
1. 仔魚の口径・咽頭径に見合った大きさであること
2. 形状が単純であること
3. 破砕・消化吸収が容易であること
4. 大量培養が容易であること
5. 十分な栄養価があること
6. 飼育水を悪化させないこと
7. 仔魚の摂餌生態に合致すること

本種はこれらの条件によく合致する。栄養価については培養時の餌料によって調節することもできる。また、本種では仔魚の咽頭を通過する際に外形が壊れて内容物が水溶性のコロイド状タンパク質として流れ出るため、消化能力の低い稚魚にも消化吸収できる。

現在ではたとえば10億匹単位で冷蔵宅配が行われるまでになっている。大きさについても上記のようなL型からSS型までの型を選択することで100-300μmの範囲をカバーできるので、対象とする魚種やその成長の段階で好適なものを与えることができる。これらに代わる人工飼料についても研究は進んでいるが、未だ実用的なものは得られていない。

### 経緯
上記のように、このワムシはウナギ養殖場で大発生して被害を与えていた。これに注目したのは三重県立大の伊藤隆で、彼はこのワムシを海水に慣らせて飼育するのが可能なこと、微小藻類を餌として培養できることを発見し、稚魚の餌として利用できると提案した（1960年）。
この当時、稚魚のための餌は天然のプランクトン採取に頼るのが普通であった。カイアシ類や軟体動物の幼生などが使われたが、量的質的両面においてどうしても安定供給ができなかった。そのためにたとえばマダイの種苗生産では数百匹レベルにとどまっていた。そのため、安定供給可能なプランクトン餌料の開発は切望されていた。
このころ餌料用プランクトンの培養を手がけていた平田によると、当時のワムシは関係者にとっては「養殖業の害虫」扱いであり、培養の検討などとんでもないという雰囲気があった由。そんな中、餌として動物プランクトンを培養することも行われており、そこでは培養液に微小藻類を培養し、その中で動物プランクトンを繁殖させるという培養法が使われていた。そんな中、カイアシ類の培養を目指す中でこのワムシの繁殖する例が何度もあり、これに注目することになったという。そして、餌として真正眼点藻類（平田が発表した当時は緑藻類として分類）の Nannochloropsis oculata が取り上げられ、しかもこれがこのワムシにとって格好の餌であることが発見された。さらに培養を続ける中から主に単性生殖する系統が取り上げられ、大量増殖が可能になった。
その後、ワムシの餌としてはパン酵母が利用可能なことも明らかになり、現在では市販されている濃縮淡水クロレラを利用する工業的な培養法が確立されるに至っている。
培養法は大きく分けて植え継ぎ式と間引き式に分かれる。
植え継ぎ式
水槽に培養液とワムシを入れ、海水の入れ替えなしで育て、繁殖後にすべてを回収する。簡便な方法であるが、食べ残しや排出物によって水質が悪化するので、短期間で回収する。酸素の通気やpH調節などを行う高度な方法もある。
間引き式
水槽内で増殖したワムシの一部を海水とともに汲み出して回収し、それに相応する海水と餌などを追加して連続的に培養する。普通は植え継ぎ式より大きな水槽を使い、より長期間の稼働が可能である。
小磯(2006)が紹介しているのは後者に基づく、より高度なもので、主たる培養槽には新鮮な培養水を追加するための濾過水貯蔵水槽・餌を追加するための餌料漕、それに増殖したワムシを培養水とともに吸い上げて取り出すための収穫漕が接続されている。ワムシの密度はそれに応じた餌料の追加量調節によって調節される。細菌などの侵入を防いで培養環境の悪化を防いだ状態で、たとえばS型ワムシを水槽サイズが1kLのそれでワムシ密度5000個体/mLでそれを100日以上にわたって維持する。この水槽からは日産30億匹を生産する。さらにL型ワムシは低温に強く、4℃では2週間保存可能なことから、これを海水で洗浄した後に酸素を飽和させた10℃の海水で冷却すると、そのまま密閉容器に入れて10億匹を段ボールに収容し、そのまま冷蔵宅配便で配送することが可能になる。